# 樹莓漩渦冰淇淋
樹莓漩渦冰淇淋（英語：Raspberry Ripple）或稱樹莓波紋冰淇淋、樹莓渦流冰淇淋，是一種在英國大不列顛島（或部份）流行的冰淇淋，它以樹莓、香草冰淇淋以及糖漿製成。